# Адрара-Сан-Рокко
Адрара-Сан-Рокко (італ. Adrara San Rocco, п'єм. Adrara San Rocco) — муніципалітет в Італії, у регіоні Ломбардія, провінція Бергамо.
Адрара-Сан-Рокко розташована на відстані близько 470 км на північний захід від Рима, 70 км на північний схід від Мілана, 23 км на схід від Бергамо.
Населення — 849 осіб (2014).
Щорічний фестиваль відбувається 16 серпня. Покровитель — святий Рох.

## Демографія
Населення за роками:

Станом на 1 січня 2023 року в муніципалітеті офіційно проживали 94 іноземці з 14 країн, серед них 13 громадян країн Євросоюзу та 2 громадяни України.

## Сусідні муніципалітети
- Адрара-Сан-Мартіно
- Фонтено
- Монастероло-дель-Кастелло
- Віголо